# ألوري سيتاراما راجو
ألوري سيتاراما راجو (4 يوليو 1897 - 7 مايو 1924)  كان قائدًا ثوريًا هنديًا شن حملة مسلحة ضد الحكم الاستعماري البريطاني في الهند. وُلِد في ولاية أندرا براديش الحالية، وانغمس في أنشطة مناهضة لبريطانيا قمعًا لقانون غابات مادرس لعام 1882، الذي قيّد حقًا حرية حركة الأديفاسي (المجتمعات القبلية) في موائل الغابات ومنعهم من ممارسة الـ podu (هو نظام زراعي تقليدي عند قبائل الهند). أدى الاستياء المتزايد تجاه البريطانيين إلى تمرد رامبا عام 1922، والذي كان حجر أساس. حشد قوة من الأديفاسي والمزارعين والمتعاطفين مع قضيتهم، وانخرط في حملات حرب العصابات ضد السلطات الاستعمارية البريطانية في المناطق الحدودية لرئاسة مادرس في مناطق شرق جودافاري وفيساخاباتنام (الآن جزء من منطقة ألوري سيثاراما راجو). وكان يلقب ب «مانيام فيرودو» (transl. Hero of the Jungle) من قبل القرويين المحليين لمآثره البطولية.
نتيجة تفشي الاستياء تجاه الحكم الاستعماري البريطاني على خلفية حركة عدم التعاون، سير قواته ضد البريطانيين، بهدف طردهم من منطقة غاتس الشرقية من خلال حملات حرب العصابات التي قام بها. في أثناء هذه الفترة، ترأس العديد من المداهمات على مراكز الشرطة المحلية للحصول على أسلحة نارية لقواته غير المسلحة. بعد كل مداهمة، يترك وراءه رسالة كتبها، يخبر فيها الشرطة بتفاصيل مداهمته، بما في ذلك الأسلحة التي تخلى عنها، ويجرؤهم على منعه إذا استطاعوا. استهدفت قواته مراكز الشرطة في مناطق أنافارام، وأداتيغالا، وشينتابالي، ودامانابالي، وكريشنا ديفي بيتا، ورامباشودافارام، وراجافومانجي، ونارسيباتنام في غارات أسفرت عن وقوع إصابات بالغة في صفوف الشرطة. رداً على هذه المداهمات، ومن أجل إخماد التمرد، قامت السلطات الاستعمارية البريطانية بمطاردته لمدة عامين تقريبًا، مما أدى إلى وصول النفقات إلى أكثر من 40 روبية لكح آن ذاك. في نهاية عام 1924، حوصر من قبل البريطانيين في قرية كويورو في غابات تشينتابالي. حيث، ُقبض عليه، وربط بشجرة وأعدم رميا بالرصاص. ويقع مرقده في قرية Krishnadevipeta .

## سيرة شخصية

### الولادة والطفولة
ولد Alluri Sitarama Raju في أسرة تتحدث التيلجو، في ولاية أندرا براديش الحالية، بالهند. كان والده، فينكاتا راما راجو، مصورًا احترافي، استقر في بلدة راجاموندري من أجل مهنته، وكانت والدته سوريا ناراياناما ربة منزل ورعة.    
اختلف العلماء في تاريخ ميلاده، إذ ذكرت بعض المصادر أنه ولد في 4 يوليو 1897،   ويؤمن البعض بأن ولادته في 4 يوليو 1898.   تختلف دقة تحديد مكان ولادته، فيشير تقرير رسمي إلى أنه ولد في بهيمافارام،  مع ذكر العديد من المصادر الأخرى التي تبين أنها قرية موغالو في منطقة غرب جودافاري.    وتظهر التقارير الحديثة إلى أن قرية باندرانجي في بهيمونباتنام هي مكان ولادته بالضبط.
كان فينكاتا راما راجو رجلاً حرًا حٌقن بالحيوية، يقدر الذات، ويهوى الحرية. ووبخ ذات مرة راما راجو شابًا لممارسته تقليد الشعب الهندي السائد آنذاك وهو يحيي الأوروبيين معترفًا بتفوقهم. فتُوفي راما السخي حينما كان ابنه في الثامنة. 

### النشأة والتعليم
أكمل تعليمه الابتدائي والتحق بالمدرسة الثانوية في كاكينادا، حيث بات صديقًا لمادوري أنابورنايا (1899–1954)، الذي نشأ ليصبح ثوريًا هنديًا مؤثرًا آخر. في سن المراهقة، تبصر راما راجو، وفقًا لطبيعته الصامتة والتأملية، في تناول Sannyasa . في سن 15، انتقل إلى مسقط رأس والدته في فيساخاباتنام والتحق بكلية AVN لامتحان النموذج الرابع. وفي أثناء وجوده هناك، غالبًا ما كان يزور المناطق النائية في منطقة فيساكاباتنام، وأصبح على دراية بكفاح القبائل هناك. 
في هذا الوقت تقريبًا، أصبح صديقًا لرجل ثري وطور الحب الأفلاطوني، لأخت صديقه، التي تدعى سيتا، التي ترك موته المفاجئ أثرًا، فقامت بربط اسمها باسمه لكي تحيا ذكراه، وأصبحت تُعرف باسم سيتا راما راجو. في النهاية ترك الكلية دون أن يكمل دراسته. لأجل هذا، أحضره عمه راما كريشنام راجو، وهو تيسيلدار في نارسابور في منطقة غرب جودافاري، والذي نشأ تحت رعايته، في منطقة ناراسابور وأدخله في مدرسة تايلور الثانوية المحلية. علاوة على ذلك، فيما بعد تخلى عن تعليمه، لكنه أتقن بشكل خاص أدب التيلجو واللغات السنسكريتية والهندية والإنجليزية. تشير التقارير المعاصرة إلى أنه على الرغم من حصوله على تعليم ليس ذو كفاءة، إلا أنه اهتم تجرع بعلم التنجيم، والأعشاب، وقراءة الكف والفروسية، قبل أن يغدوا سنياسي في سن 18.  

### النمو كزعيم
علامات على مستقبله كزعيم، غالبًا ما وُجد ألوري في أيام دراسته الثانوية يركب خيول عمه إلى أماكن جبلية قاصية، ويطلع على المشكلات العديدة التي تواجهها القبائل المختلفة، التي كانت تعيش آن ذاك تحت الحكم الاستعماري البريطاني. فستاء لرؤية الصعوبات التي يواجهها Koyas ، شعب قِبليُ التل. فمن صفات راما كام مولعا بالحج، في سن المراهقة، بعد ترك التعليم الرسمي، زار جانجوتري وناسيك، أماكن ولادة الأنهار المقدسة، جانجا وغودافاري. إبان أسفاره في البلاد، التقى بالثوار في شيتاجونج، لمعرفة الظروف الاجتماعية والاقتصادية للأشخاص، ولا سيما أفراد القبائل، فاضطرب وقرر كبح الحكم البريطاني واستقلاليتهم. ثم استقر على تلال بابي بالقرب من منطقة جودافاري، وهي منطقة ذات كثافة عالية من السكان القبليين.  
مارس سيتاراما راجو في البداية معتقدات روحية مختلفة لينال مكانة أخلاقية وقوة روحية. خلال هذا الوقت، أغضبته جهود المبشرين المسيحيين لكسب الوافدون بأي وسيلة من بين قبائل التل، حيث اعتبرها أداة لإدامة الإمبريالية. وظل يعيش حياة المشقة، مع الحد الأدنى من الاحتياجات بين أبناء القبائل. فيأخذ منهم فقط أشياء مثل الفاكهة والعسل، وكان يعيد الكثير من كل ما قدم له، مع بركاته. وبسبب طبيعته الكاريزمية شاع صيته بين القبائل لكونه شخصًا ذو قوى مقدسة، وحتى منزلة مسيانية، وسمعة عززتها كل من الأساطير التي ابتكرها عن نفسه، وإقراره لتلك الأساطير التي أسسها عنه الآخرين، بما في ذلك تلك المتعلقة بسمعته الطيبة التي لا نظير لها.  
من خلال ملاحظته للجور المستبد للقبائل والبحث عن حلول لمعضلتهم، بدأ في تنظيمهم وتثقيفهم بحقوقهم، وتأهب لمحاربة القمع واستبداد الغابة ومسؤولي الإيرادات والمبشرين والشرطة. قام بجولة في مناطق الغابة، واكتسب معرفة واسعة بالسمات الجغرافية، مما ساعده في مستقبله كمتخصص تكتيكي في حرب العصابات. في غضون ذلك، عندما صادرت السلطات البريطانية ممتلكات أجدادهم، انضم الأخوان قبيلة كويا، مالام دورا وغانتام دورا، اللذان كانا مقاتلين من أجل الحرية، إلى رتب راما راجو وأصبحا معاونين له. مع استمرار الممارسات القمعية للبريطانيين التي لا تطاق، أصبح التمرد هو الخيار الأخير للناس للعيش بحرية، غدا راما راجو زعيمهم الروحاني. بسبب هذا حاولت الحكومة ضمه لها من خلال تقديم 60 فدانًا من الأراضي الخصبة، لكنه رفضها ووقف إلى جانب الشعب.  

## نضال رامبا من أجل الحرية (1922-1924)

### الأصول
بعد إقرار قانون غابات مادرس لعام 1882، في محاولة لاستغلال القيمة الاقتصادية للمناطق الزراعية، منعت القيود المفروضة على حرية حركة أفراد القبائل في الغابات من الانخراط في نظامهم الزراعي التقليدي، وهو شكل من أشكال اقتصاد الكفاف التي تضمنت نظام الزراعة المتغيرة. كانت التغييرات تعني أنهم سيصطدمون بالمجاعة، وكانت وسيلتهم الرئيسية لتجنب ذلك هي الالتحاق في نظام الحماسة المهين والشاق والأجنبي والاستغلالي، الذي تستخدمه الحكومة ومقاولوها لأشياء مثل بناء الطرق.  
في خلال ذلك تقريبًا مع القانون، نالت قوات راج الدور الوراثي التقليدي للمتدارسين، الذين كانوا حتى ذلك الحين الحكام الفعليين في التلال كجامعي الضرائب للقبائل الذين يعيشون في السهول.  أضحى هؤلاء الأشخاص الآن مجرد موظفين مدنيين، بدون سلطات كلية، ولا صلاحية لفرض الضرائب، ولا الحق في وراثة مناصبهم. وهكذا، أصبح المزارعون وجباة الضرائب، الذين كانوا في يوم من الأيام في صدام مع بعضهم البعض، باتوا متحالفين على نطاق واسع في سخطهم من السطوة الاستعمارية. 
استغل راما راجو استياء القبائل لدعم مطالباته المناهضة للاستعمار، مع إدراك مظالم هؤلاء المتعاطفين مع قضيته، بدلاً من أولئك الذين كانوا أنانيين في سعيهم لتحقيق مكانة وسلطة متجددة لأنفسهم. يشير ذلك بأن غالبية أتباعه كانوا من المجتمعات القبلية، ولكنهم شملوا أيضًا بعض الأشخاص الجوهريين من طبقة المتداريين، الذين استغلوهم في وقت من الأوقات، على الرغم من أن الكثير من المتدينين ظلوا معارضين بأمر القتال من أجل ما كان يؤمن به الصالح العام. 
تبنى أوري جوانب من حركة عدم التعاون، مثل تدعيم الاعتدال، ومقاطعة المحاكم الاستعمارية لصالح العدالة المحلية ، التي تديرها محاكم البانشيات ، لِلفت أنظار الناس. على الرغم من زوال الحركة في أوائل عام 1922، إلا أنها واصلت مسيرتها إلى منطقة السهول بحلول ذلك الوقت ، حيث شارك في نشر بعض أساليبها بين سكان التلال، لترسيخ وعيهم السياسي ، ورغبتهم في التغيير. نتيجة لهذه الإجراءات سلطة الشرطة الضوء عليه، منذ حوالي فبراير من ذلك العام ، على الرغم من حقيقة أنه كان يستعين بها كتمويه لإثارة انتفاضة مسلحة ، يبدو أنه لم تعترف بها الحركة أو القيادة السياسية. من البريطانيين. 

### إجراءات
فمع حوارييه، بنى قوات لايستهان بها. تمكن الثوار من خلال استخدام الأسلحة التقليدية الرياضية مثل القوس والسهم والرماح ، والمناورات مثل استخدام الصفارات وقرع الطبول لتبادل الرسائل فيما بينهم ، فأحرز تقدم في البداية في كفاحهم ضد البريطانيين. علم أن الأسلحة التقليدية ليست ذات كفاءة ضد البريطانيين ، الذين كانوا جميعًا مجهزين بالأسلحة النارية الحديثة ، فقد اعتقد أن أفضل طريقة للمضي قدمًا هي إخراجهم من العدو والبدء في شن هجمات على مراكز الشرطة. 
ابتداءً من أغسطس 1922، تزعم فرقة من 500 شخص في عمليات السلب، في أيام متسلسلة من مراكز الشرطة في Chintapalle و Krishna Devi Peta و Rajavommangi ، لأجل هذا حصل على أسلحة وذخيرة. قام بعد ذلك بجولة في المنطقة ، وحصد المزيد من المجندين وقتل ضابط شرطة كان جزءًا من قوة أرسلت لتلقي القبض عليه. كانت المداهمات هذه تتصف بالقوة بحيث بعد كل حملة يشنها ، كان يوقع خطابًا في مذكرات المحطات ، يبين تفاصيل النهب من تلك المحطة ، ويكتب تاريخ ووقت هجومه ، ويتحدى الشرطة على إيقافه إذا استطاعوا.  
كافح البريطانيون في ملاحقتهم له ، جزئيًا بسبب التضاريس الاستثنائية ، كذلك بسبب السكان المحليين في المناطق ذات الكثافة السكانية المنخفضة الذين لم يكونوا مستعدين لمساعدتهم ، وكانوا دومًا متلهفون لمد يد العون لراجو ورفقائه، بما في ذلك توفير المأوى واخبارهم بنوايا وخفايا البريطانيون . أثناء وجودهم في التلال ، أشارت التقارير الرسمية المعاصرة إلى أن المجموعة الأساسية من المتمردين تناقصت إلى ما بين 80 و 100، لكن هذا الرقم يتصاعد على نحو كبير كلما تحركوا لاتخاذ إجراءات ضد البريطانيين بسبب تورط أشخاص من القرى.  
حدثت وفيات أخرى في 23 سبتمبر ، عندما نصب كمينًا لحزب شرطة من منصب رفيع في أثناء طريقهم في دمانابالي غات ، مما نجم عن مقتل ضابطين ، ودعم سمعته بين الناس الحانقين. ثمة هجومان آخران تكللا بالنجاح ضد الشرطة خلال الشهر ، وبعد ذلك أدرك البريطانيون أن أسلوبه في حرب العصابات يجب أن يقترن برد مماثل ، فُجند أعضاء من قبل شرطة مالابار الخاصة الذين دربوا لهذه الأهداف.   محاولات إقناع السكان المحليين بالإبلاغ عنه أو سحب دعمهم لراما راجو ، من خلال المكافآت والأعمال الانتقامية ، لم تجني ثمارها سوى تحفيزهم بالاستمرار .  ونُفذت غارات لاحقة على مراكز الشرطة في أنافارام وأداتيغالا ونارسيباتنام ورامباشودافارام. 
خلال هذه المداهمات ، كان مدعومًا بكل مايحتاج من قبل مساعده الموثوق به المدعو أجي راجو ، التي أخذت مآثره البطولية بعين الاعتبار. مع تواصل التمرد بلا هوادة ، أُحضر مفارز من فوج بنادق أسام في النهاية لإخماد تمرد راجو ، لكن القتال استمر لمدة عامين تقريبًا مما جذب انتباه عامة الناس ، وكذلك أصحاب النفوذ في جميع أنحاء البلاد. لإنهاء التمرد والاستيلاء على Alluri Sitarama Raju ، جامعي المقاطعات آنذاك ، Bracken of East Godavari و RT Rutherford of Visakhapatnam ، الذين يتمتعون بسلطات قضائية على مناطق التمرد ، فتطرقوا لجميع الوسائل الممكنة ، سواء العادلة أو البشعة ، من حرق القرى إلى تدمير المحاصيل وقتل الماشية واعتداء على النساء دون فائدة. 
أعلن مفوض الوكالة ، JR Higgins ، عن مكافأة مالية قدرها 10000 روبية لرأس راما راجو ، و 1000 روبية لكل من مساعديه غانتام دورا ومالام دورا. في أبريل 1924، لقمع انتفاضة «مانيام»، قامت الحكومة البريطانية بعد ذلك بالاستعانة بتي جي رذرفورد ، الذي لجأ إلى نهج التطرف والعنف والتعذيب وأرتكب أبشع الجرائم تجاه الناس لمعرفة مقر راجو وأتباعه المقربين. 

## وفاته والإرث

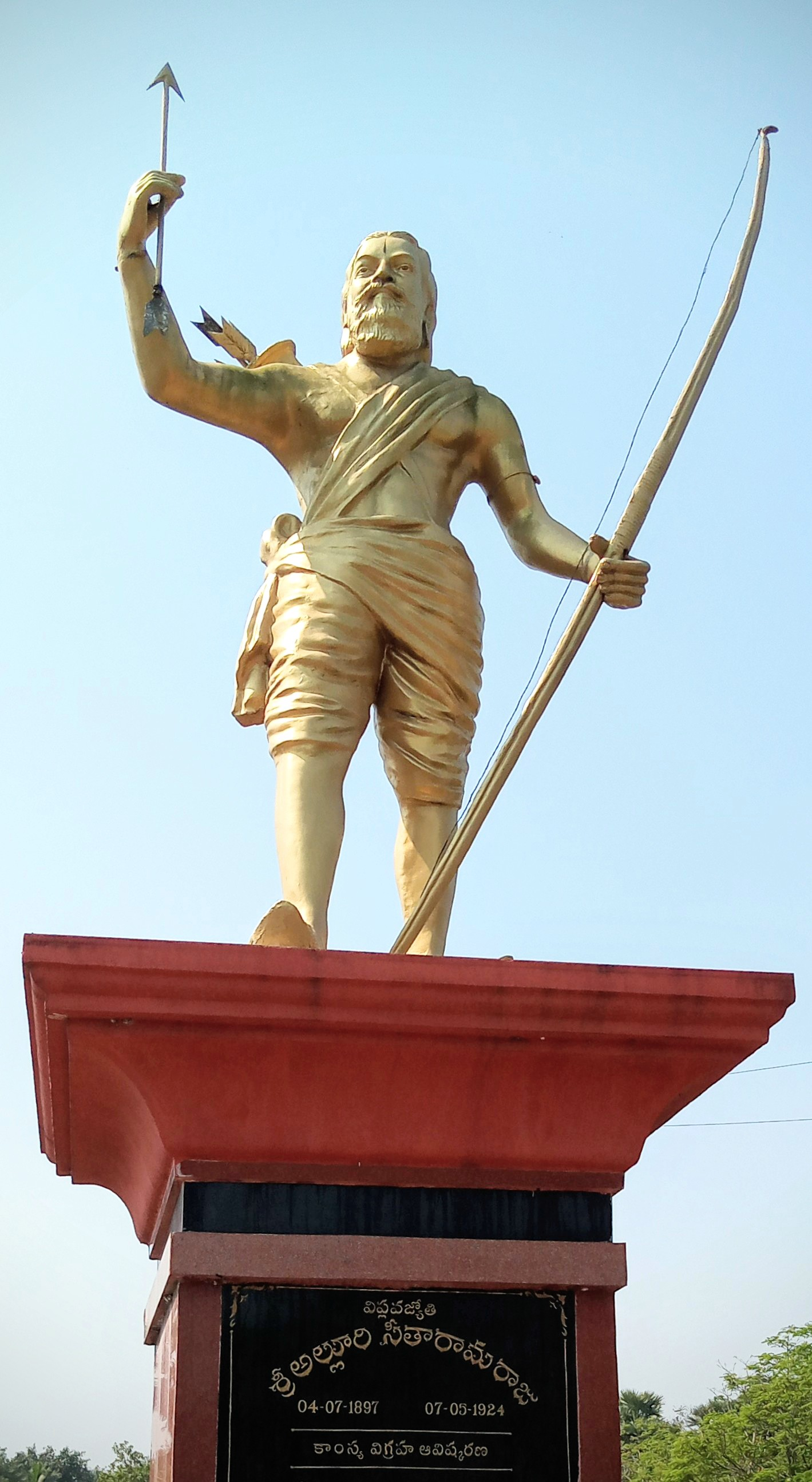
تمثال ألوري في فيساخاباتنام بولاية أندرا براديش

بعد بذل جهد هائل لما يقرب عامين ، تمكن البريطانيون أخيرًا من القبض على Alluri في غابات Chintapalle ، وربط بشجرة ثم أعدم بالرصاص في 7 مايو 1924 في قرية Koyyuru .    وتقع مقبرته في قرية كريشناديفيبيتا ، بالقرب من فيساكاباتنام. كذلك قُتل ملازمه غانتام دورا في 6 يونيو 1924، وقبض على شقيقه مالام دورا وزج في أحضان السجن ، وأصبح بعد الاستقلال عضوًا في اللوك سابها الهندي. 

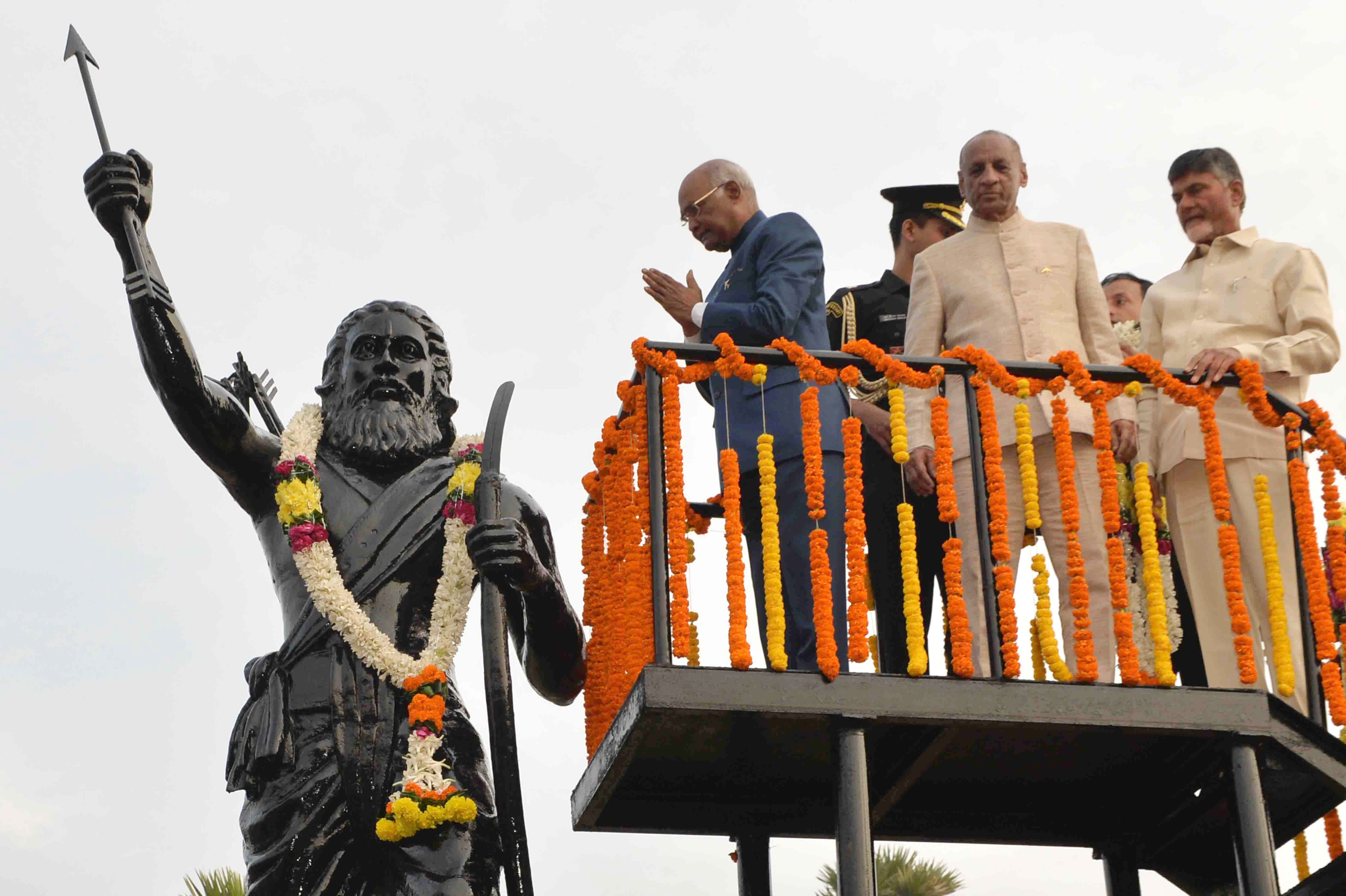
رئيس الهند الرابع عشر ، شري رام ناث كوفيند ، يُكرم الأزهار في تمثال ألوري في ولاية أندرا براديش

لقد أذعن الجميع بمروءة ونخوة الشاب أوري الذي خطا ض حرب شاملة بدون أي نفوذ وسلطة ضد واحدة من أقوى الإمبراطوريات. اعترفت الحكومة البريطانية على مضض بأنه تكتيكي قوي في حرب العصابات التي استمرت لما يقرب من عامين ، وحقيقة أنهم اضطروا إلى إنفاق أكثر من 40 ألفًا في تلك الأيام لهزيمته تتحدث عن نفسها. 

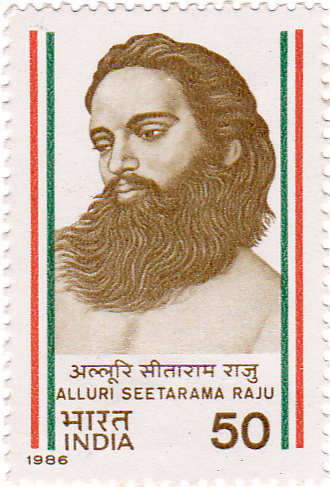
ألوري على طابع بريدي عام 1986 للهند

أصدرت الحكومة الهندية المستقلة طابعًا بريديًا تشريفًا له في قرية موغالو ، التي يؤمن الكثيرون مكان ولادته. منحت حكومة ولاية أندرا براديش ، إلى جانب بناء النصب التذكارية في الأماكن المقترنة بحياته ، معاشًا لأخيه الذي على قيد الحياة. أثنى المهاتما غاندي بحياة ألوري ، قائلاً: "على الرغم من أنني لا أوافق على تمرده المسلح ، فإنني أحيي بطولاته وتضحياته". كذلك جواهر لال نهرو صرح قائلاً: راجو كان أحد هؤلاء الأبطال المصطفون". أشار Netaji Subhas Chandra Bose إلى أن Alluri كان ذو عزمٍ وإرادة ، وأن بسالته التي لا نظير لها وتضحيته من أجل الضعفاء ستضمن له مقعدًا في التاريخ. 

## في الثقافة الشعبية
- فيلم Alluri Seetarama Raju لعام 1974 بلغة التيلجو ، والذي ظهر فيه الممثل كريشنا ، يصور حياته.
- في عام 1986، أصدرت دائرة البريد الهندية طابعًا تذكاريًا يظهره في سلسلة «نضال الهند من أجل الحرية».[21]
- تحتفل حكومة ولاية أندرا براديش بعيد ميلاده ، 4 يوليو ، سنويًا كمهرجان حكومي.[22]
- تم تسمية ملعب Alluri Sitarama Raju Cricket في Eluru باسمه.[23]
- في 9 أكتوبر 2017، بناءً على طلب من أعضاء البرلمان ، توتا ناراسيمهام وف . فيجاياساي ريدي ، قررت حكومة الهند تثبيت تمثال له في حرم البرلمان الهندي تقديراً لعمله كمناضل من أجل الحرية ولصالح شعب القبائل.[24]
- في عام 2019، نُشر كتاب بعنوان "Alluri Sita Ramaraju" للشيخ عبد الحكيم جاني بلغة التيلجو يصف أحداث حياة ألوري.[25]
- RRR (2022) فيلم بلغة التيلجو الهندية من إخراج SS Rajamouli يعرض قصة خيالية تستند إلى حياة Komaram Bheem و Alluri Sita Ramaraju مع Ram Charan يصور دور Rama Raju. تدور حبكة الفيلم ، التي تدور أحداثها في عام 1920، حول المتمردين الذين حاربوا البريطانيين في الهند الاستعمارية.